# Marçac (Orbanyà)
Marçac va ser un llogaret de la comuna nord-catalana d'Orbanyà, a la comarca del Conflent, de la Catalunya del Nord.
Era situat al sud del terme d'Orbanyà, a prop del termenal amb les comunes veïnes de Conat i de Noedes. El mansum de Mareçach és esmentat el 1483.